# Eisen(III)-chloridoxid
Eisen(III)-chloridoxid ist eine anorganische chemische Verbindung des Eisens aus der Gruppe der Chloride und Oxide.

## Gewinnung und Darstellung
Eisen(III)-oxidchlorid kann durch Reaktion von Eisen(III)-chlorid-hexahydrat mit sublimierten Eisen(III)-chlorid bei 250 bis 300 °C gewonnen werden. Es ist frei von Eisen(III)-oxid, wenn von sublimierten Eisen(III)-chlorid ausgegangen und keine höhere Temperatur angewandt wurde.
{\displaystyle \mathrm {FeCl_{3}\cdot 6\ H_{2}O+5\ FeCl_{3}\longrightarrow 6\ FeOCl+12\ HCl} }

## Eigenschaften
Eisen(III)-oxidchlorid ist ein rostfarbenes, aus kleinen, roten Nadeln bestehendes Pulver. Oberhalb 300 °C erfolgt Disproportionierung in Eisen(III)-oxid und Eisen(III)-chlorid. Es besitzt eine orthorhombische Kristallstruktur mit der Raumgruppe Pmmn (Raumgruppen-Nr. 59) und den Gitterparametern a = 375 pm, b = 330 pm und c = 765 pm. Die Kristallstruktur besteht aus Schichten von Doppelbögen von cis-FeCl2O4 verzerrten Oktaedern, die durch gemeinsame Kanten innerhalb der kristallographischen ac-Ebene verbunden sind.